# 長禄江戸図

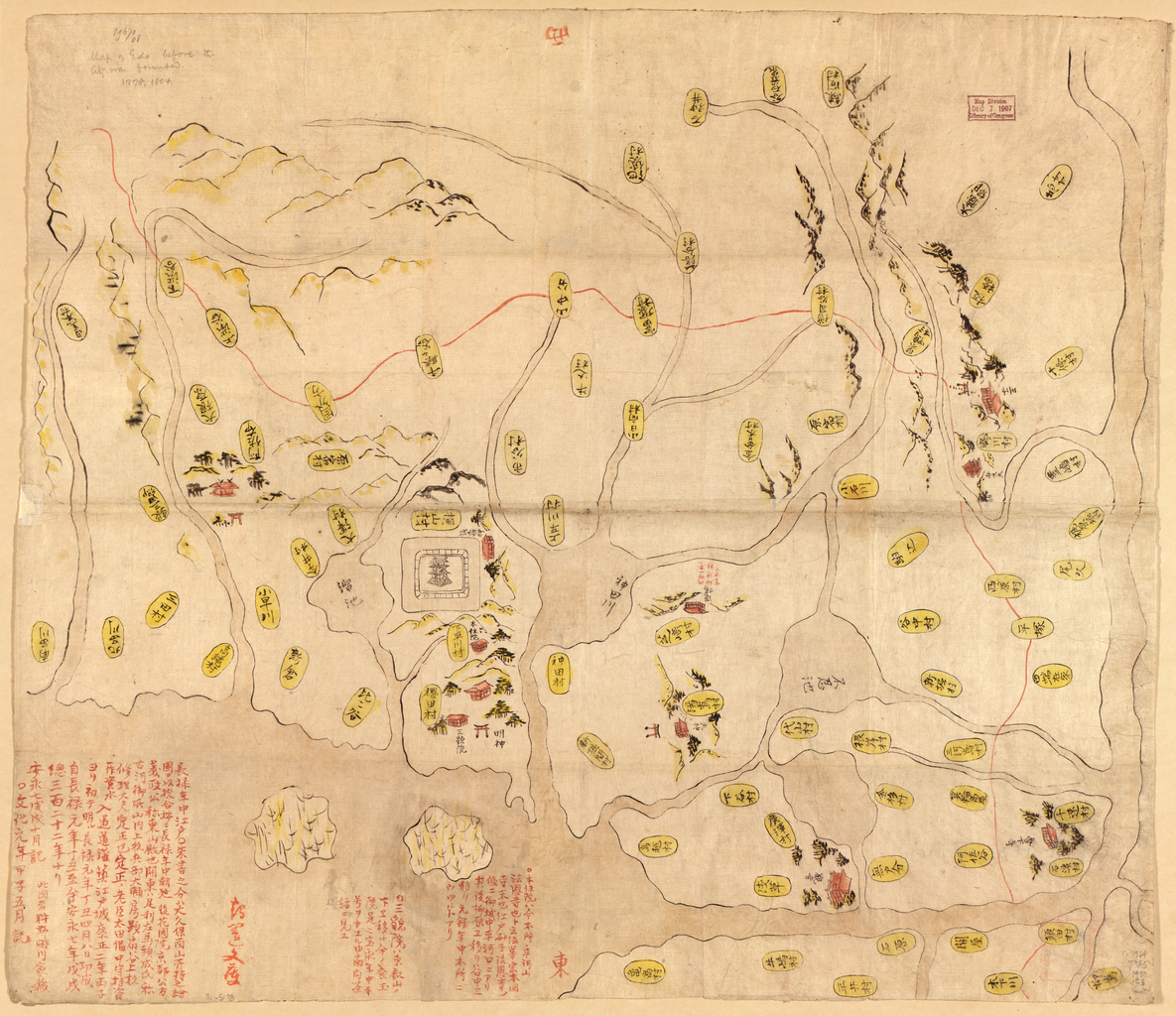
『長禄江戸図』の写本の一つ（アメリカ議会図書館蔵）

『長禄江戸図』（ちょうろくえどず）は、室町時代・長禄年間（1457年 - 1460年）の江戸を描いたとされる古地図。
地図は同時代に描かれたものではなく、江戸時代に描かれたものと見られる。写本の形で流布したが、原図の制作者・制作年は不明。『長禄年中江戸絵図』、『長禄年中江戸図』、『長禄江戸之絵図』、『長禄年間江戸起立之図』などの名でも呼ばれる。

## 解説
江戸図（江戸を主題とした地図）の中では最も古い時代を扱ったものであるが、以下の理由からこの地図は同時代に描かれたものではなく、後世の作と見なされている。
- 徳川家康の江戸入府まで存在していた江戸前島が描かれていない[1]。
- 慶長11年（1606年）につくられた溜池が描かれている[1][2]。
- 江戸時代前半に本図について言及した資料がない[1]。

長禄年間は太田道灌が江戸城を築いた時期にあたる。後世、その時代に関心が寄せられたことが、この図が制作された背景にあると見られる。「小田原衆所領役帳」に登場する地名を主として、中世の江戸周辺を理解するために制作されたものという見解がある。
岩瀬文庫所蔵本などの図内には、この図が幕府奥絵師狩野閑川（浜町狩野家）の家蔵本であること、大久保酉山（大久保忠寄）が所持していた絵図面を校合して安永7年（1778年）に写された、という文が記されている。

## デジタルライブラリ
- 長禄江戸図 - ADEAC
  - 岩瀬文庫所蔵の写本。
- 〔長禄年中江戸絵図〕 - 岡山県立図書館デジタル岡山大百科
  - 岡山大学付属図書館（池田文庫）所蔵の写本。
- 『長禄江戸図』 - 国立国会図書館デジタルコレクション
  - 安永7年（1778年）に写されたとする写本（太田時利所蔵）をもとに、弘化4年（1847年）に米田万右衛門が刊行したもの
- 『長禄年中江戸図』 - 国立国会図書館デジタルコレクション
  - 狩野閑川の蔵本から模写を重ねたとする写本と、明治初年に「静岡県士族山本錬三郎」が手掛けた刊本の2種の図を収めたもの。